# 바치아다에
바키아다이(Ancient Greek: Βακχιάδαι Bakkhiadai)는 기원전 7~8세기경의 고대 코린토스의 문화 시대를 다스렸던 가문이었다.
코린토스는 8세기 그리스의 역류였다.
기원전 747년(전통적인 연대), 귀족 혁명이 코린토스의 바키스 가문 왕들을 추방하였다. 그때 바키아다이의 왕족은 성인 남자만 이백여명이 도리아 헤라클레스의 후손이라고 주장하고 있었는데 전설적인 왕 바키스의 7남 3녀가 마지막 왕 텔레스테스로부터 권력을 탈취하였다. 그리하여 족내혼을 굳게 지켰다. 그것이 부족을 분명한 확장된 오이코스내에서 윤곽을 지니게 하였다. 그들은 왕 제도를 유지하였으며 그룹으로 다스렸고, 해마다 프리타니스를 선출하여 도시를 운영하였다. 프리타니스는 왕적인 지위를 유지하였다.
기원전 657년 바키아다이는 독재자 킵셀루스에 의해 다시 추방되었다. 그는 폴마치였었다. 추방된 바치아다에는 코르키라로 달아났지만 서쪽으로는 스파르타와 시칠리의 시라쿠사, 그리고 에트루리아로 갔다. 그곳에서 데마라투스는 타르퀴니아에 정착하여 에트루스칸 왕조를 창건하였다. 마케도니아의 린케스티스의 왕통도 바치아드의 후손이라고 주장한다.

## 코린토스 바키스 왕조의 왕[7]
- 알레테스 1073 - 1035E
- 익시온 1035 - 997E
- 안젤라스 1세 997 - 960E
- 프림니스 960 - 925E
- 바키스 925 - 890E
- 안젤라스 2세 890 - 860E
- 에우데무스 860 - 835E
- 아리스토메데스 835 - 800E
- 아제몬 800 - 784E
- 알렉산더 784 - 759E
- 텔레스테스 759 - 747E

## 참고 문헌
- 윌, E. Korinthiaka. Recherches sur l'histoire et la civilisation de Corinthe des origines aux guerres médiques